# カルロス・ビヤヌエバ
- カルロス・ビラヌエバ
- カルロス・ビラヌーバ
- カルロス・ビジャヌエバ

カルロス・マニュエル・ビヤヌエバ・ポーリーノ（Carlos Manuel Villanueva Paulino, 1983年11月28日 - ）は、ドミニカ共和国・サンティアゴ州サンティアゴ・デ・ロス・カバリェロス出身の元プロ野球選手（投手）。右投右打。
日本語ではビラヌーバ、ビラヌエバ、ビジャヌエバなどとも表記されるが、読売ジャイアンツに同姓のクリスチャン・ビヤヌエバが所属して以降は、同姓選手はビヤヌエバ表記されている。

## 経歴

### プロ入りとジャイアンツ傘下時代
2002年3月4日にサンフランシスコ・ジャイアンツと契約。この年は傘下のルーキー級アリゾナリーグ・ジャイアンツで19試合に登板し、4勝0敗3セーブ・防御率0.59・23奪三振の成績を残した。
2003年はルーキー級アリゾナリーグで12試合に登板し、3勝6敗・防御率3.97・67奪三振の成績を残した。

### ブルワーズ時代
2004年3月30日にレオ・エストレーヤ、ウェイン・フランクリンとのトレードで、グレン・ウッドラードと共にミルウォーキー・ブルワーズに移籍した。この年はA級ベロイト・スナッパーズでプレーし、25試合に登板して8勝8敗・防御率3.77・113奪三振の成績を残した。
2005年はA+級ブレバード・カウンティ・マナティーズでプレーし、21試合に登板して8勝1敗・防御率2.32・124奪三振の成績を残した。8月にAA級ハンツビル・スターズへ昇格。4試合に登板して1勝3敗・防御率7.40・14奪三振の成績を残した。オフの11月18日にブルワーズとメジャー契約を結び、40人枠入りを果たした。
2006年1月31日にブルワーズと1年契約に合意。3月21日にAA級ハンツビルへ配属され、そのまま開幕を迎えた。5月22日にメジャーへ昇格し、5月23日のシンシナティ・レッズ戦でメジャーデビュー。4点ビハインドの8回裏から登板し、1回を1安打無失点2奪三振に抑えた。5月27日にAA級ハンツビルへ降格。6月9日にホルヘ・デラロサが故障者リスト入りしたため再昇格した。6月14日のシンシナティ・レッズ戦で初先発し、6回を無失点に抑える好投（勝ち負け付かず）をみせたが、その後は結果を残せず、7月6日にAAA級ナッシュビル・サウンズへ降格。9月11日に再昇格した。9月15日のワシントン・ナショナルズ戦では6回を2安打1失点に抑え、メジャー初勝利を挙げた。この年は10試合（先発6試合）に登板して2勝2敗・防御率3.69・39奪三振の成績を残した。
2007年2月25日にブルワーズと1年契約に合意。開幕後はリリーフとして定着し、53試合に登板していたが、先発に転向するため、8月21日にAAA級ナッシュビルへ降格。登録枠が拡大された9月1日に再昇格した。昇格後は主に先発として5試合に登板した。この年は59試合（先発6試合）に登板して8勝5敗1セーブ・防御率3.94・99奪三振の成績を残した。
2008年2月22日にブルワーズと1年契約に合意。開幕から先発ローテーションに加わったが、9試合で2勝5敗・防御率6.43と落ち込み、5月下旬からリリーフに配置転換された。その後はリリーフとして定着した。この年は47試合（先発9試合）に登板して4勝7敗1セーブ・防御率4.07・93奪三振の成績を残した。
2009年2月27日にブルワーズと1年契約に合意。この年はトレバー・ホフマンの離脱時にクローザーを任されるなど、自己最多の64試合に登板したが、4勝10敗・防御率5.34・83奪三振と不振に終わった。
2010年1月26日にブルワーズと95万ドルの1年契約に合意。開幕からリリーフとして登板していたが、7月28日にラトロイ・ホーキンスが故障者リストから復帰したため、AAA級ナッシュビルへ降格した。選手登録枠が拡大された9月1日に再昇格。昇格後は5試合の登板にとどまった。この年は50試合に登板して2勝0敗1セーブ・防御率4.61・67奪三振の成績を残した。

### ブルージェイズ時代

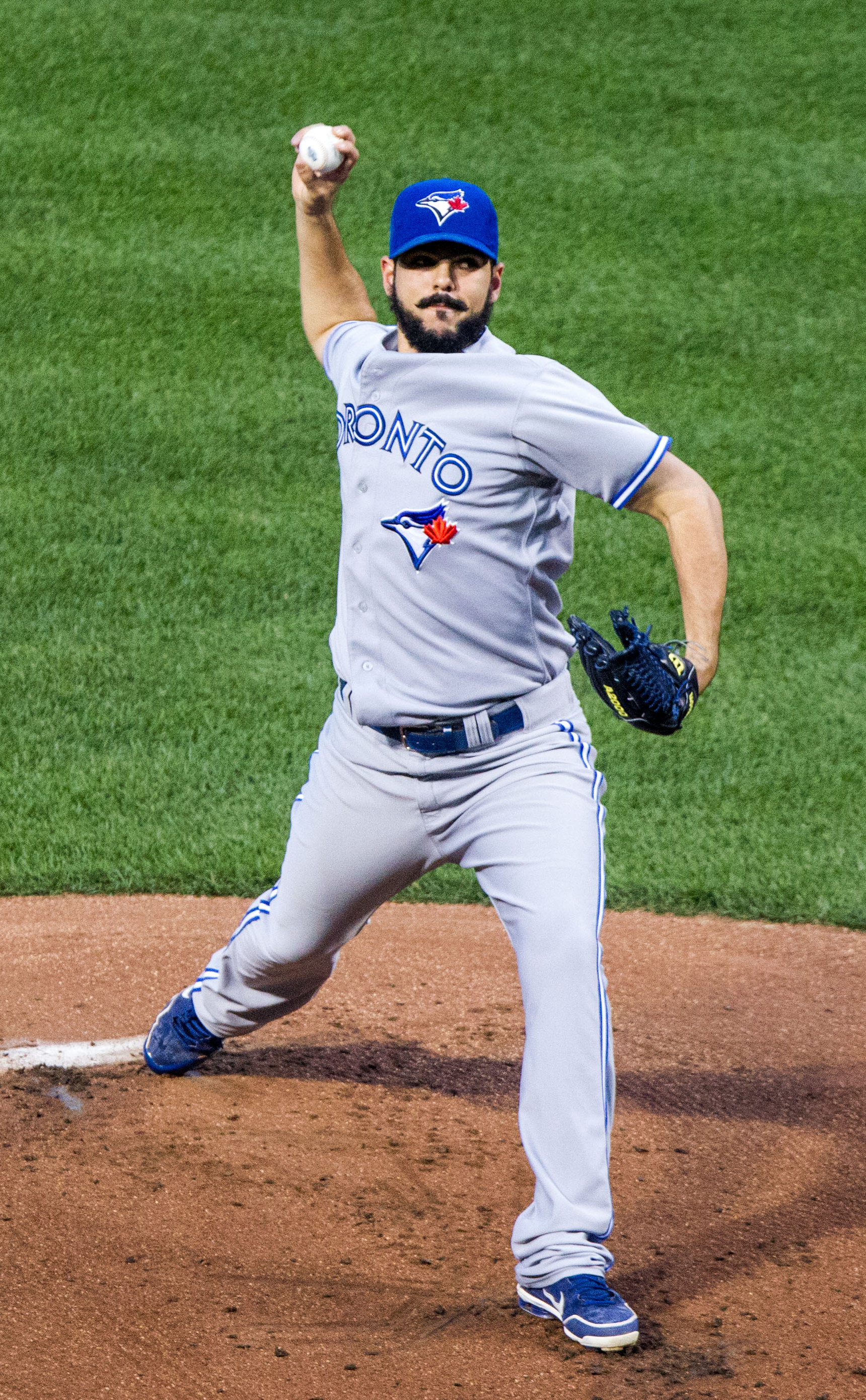
ブルージェイズ時代（2012年8月24日）

2010年12月3日に後日発表選手とのトレードで、トロント・ブルージェイズへ移籍した。
2011年1月16日にブルージェイズと141万5000ドルの1年契約に合意。リリーフとして開幕を迎えたが、先発陣であるジョジョ・レイエスやカイル・ドレイベックの不調もあり、5月下旬から2年ぶりに先発に復帰。その後は先発ローテーションに定着していたが、8月4日に右腕の故障で15日間の故障者リスト入りした。8月31日に復帰。復帰後はルーキーのヘンダーソン・アルバレスが先発ローテーションに加わったため、リリーフに復帰した。この年は33試合（先発13試合）に登板して6勝4敗・防御率4.04・68奪三振の成績を残した。
2012年1月17日にブルージェイズと227万7500ドルの1年契約に合意。前年同様リリーフとして開幕を迎えたが、先発陣のドレイベックとルーキーのドリュー・ハッチソンが6月に故障で離脱し、さらに両者ともにトミー・ジョン手術を受け長期離脱したため、再び先発に復帰。シーズン終了まで先発ローテーションを守った。この年は38試合（先発16試合）に登板して7勝7敗・防御率4.16・122奪三振の成績を残した。オフの10月29日にFAとなった。

### カブス時代
2013年1月26日にシカゴ・カブスと総額1000万ドルの2年契約を結んだ。先発として開幕を迎えたが、5月にリリーフの藤川球児とショーン・キャンプが故障で離脱したため、リリーフに配置転換した。その後もクローザーからリリーフに降格したカルロス・マーモルがDFAになるなど、チーム事情からリリーフとしての起用が続いていたが、7月に先発のスコット・フェルドマンやマット・ガーザが移籍したため、先発に復帰。8月から2年目のクリス・ルーシンが先発ローテーションに定着したため、再びリリーフに戻った。この年は47試合（先発15試合）に登板して7勝8敗・防御率4.06・103奪三振の成績を残した。
2014年は先発として開幕を迎える予定だったが、開幕直後に延長戦が続いたため、リリーフとしてスタートした。4月6日のフィラデルフィア・フィリーズ戦から先発として登板し、この日は5回を1失点に抑え勝利投手となり、幸先の良いスタートを切ったが、その後3連敗を喫し、5月からリリーフへ配置された。7月に先発のジェフ・サマージャとジェイソン・ハメルがトレードで移籍したため、7月5日のワシントン・ナショナルズ戦で先発として起用されたが、2回を5安打4失点と打ち込まれたため、その後はリリーフに固定された。地区最下位が濃厚となった9月からは、リリーフの起用がザック・ロスカップやニール・ラミレスなどの若手に切り替わったため、3試合の登板にとどまった。この年は42試合に登板して5勝7敗2セーブ・防御率4.64・72奪三振の成績を残した。オフの10月30日にFAとなった。

### カージナルス時代
2015年2月4日にセントルイス・カージナルスとマイナー契約を結び、3月30日にメジャー契約を結び開幕25人枠入りする。この年は35試合に登板して4勝3敗2セーブ・防御率2.62・55奪三振の成績を残した。11月2日にFAとなった。

### パドレス時代
2016年1月14日にサンディエゴ・パドレスと1年150万ドルで契約を結んだ。この年は51試合に登板して2勝2敗1セーブ・防御率5.96・61奪三振の成績を残した。オフの11月3日にFAとなった。

### ハンファ時代
2017年2月24日、韓国プロ野球のハンファ・イーグルスと契約。20試合に登板し5勝7敗の成績に終わり、同年限りで退団した。

## 乱闘事件
ハンファ時代の2017年5月21日に先発で登板した三星ライオンズ戦において、相手先発の尹盛桓が打席に入っていた金泰均に死球を当てた。怒った金泰均がしばらく尹盛桓を睨みつけたため試合が一時中断し警告試合になったが、尹盛桓は次打者のウィリン・ロサリオにも死球を与えたことで激しい乱闘が発生。ビヤヌエバはこの時に同僚の鄭鉉錫とともに三星所属の姜明求、康奉珪と殴り合いの大喧嘩をしてしまい、退場処分になった。なお、一連の乱闘ではロサリオ、ザック・ペトリック、金在杰も暴力を理由に退場を宣告されている(その後、金昇賢も死球を与えて退場)。騒動後には6試合出場停止の懲戒を受けた
この事件は両チームの先発投手が乱闘で同時に退場となった韓国国内唯一の事例であり、また一試合のうちで退場になった人数もKBOの歴代最多となったため、現在に至るまで非常に悪名高い乱闘事件の一つとして記録に残っている。

## 投球スタイル
リリーフと先発の両方をこなすことが出来る。ブルージェイズ移籍後は主にロングリリーバーや故障者が出た場合の先発を務めるスウィングマンとして起用されている。
球種は平均89マイル（約143km/h）の速球と、チェンジアップ、スライダー、カーブ。2010年には奪三振率11.45を記録している。また2009年以降は毎年のようにイーファスを投げて打者の意表を突いており、多い時では投球全体の1%（100球に1球）の割合で投げていた。一方で、球が高めに浮き易く、被本塁打が多いのが最大の弱点である。

## 詳細情報

### 年度別投手成績
| 年 度     | 球 団     | 登 板 | 先 発 | 完 投 | 完 封 | 無 四 球 | 勝 利 | 敗 戦 | セ 丨 ブ | ホ 丨 ル ド | 勝 率 | 打 者 | 投 球 回 | 被 安 打 | 被 本 塁 打 | 与 四 球 | 敬 遠 | 与 死 球 | 奪 三 振 | 暴 投 | ボ 丨 ク | 失 点 | 自 責 点 | 防 御 率 | W H I P |
| --------- | --------- | ----- | ----- | ----- | ----- | -------- | ----- | ----- | -------- | ----------- | ----- | ----- | -------- | -------- | ----------- | -------- | ----- | -------- | -------- | ----- | -------- | ----- | -------- | -------- | ------- |
| 2006      | MIL       | 10    | 6     | 0     | 0     | 0        | 2     | 2     | 0        | 0           | .500  | 215   | 53.2     | 43       | 8           | 11       | 1     | 4        | 39       | 0     | 0        | 23    | 22       | 3.69     | 1.01    |
| 2007      | MIL       | 59    | 6     | 0     | 0     | 0        | 8     | 6     | 1        | 16          | .615  | 489   | 114.1    | 101      | 16          | 53       | 3     | 3        | 99       | 3     | 0        | 52    | 50       | 3.94     | 1.35    |
| 2008      | MIL       | 47    | 9     | 0     | 0     | 0        | 4     | 7     | 1        | 11          | .364  | 464   | 108.1    | 112      | 18          | 30       | 1     | 3        | 93       | 4     | 0        | 53    | 49       | 4.07     | 1.31    |
| 2009      | MIL       | 64    | 6     | 0     | 0     | 0        | 4     | 10    | 3        | 9           | .286  | 422   | 96.9     | 102      | 13          | 35       | 8     | 2        | 83       | 4     | 0        | 58    | 57       | 5.34     | 1.43    |
| 2010      | MIL       | 50    | 0     | 0     | 0     | 0        | 2     | 0     | 1        | 14          | 1.000 | 231   | 52.2     | 48       | 7           | 22       | 1     | 4        | 67       | 5     | 0        | 27    | 27       | 4.61     | 1.33    |
| 2011      | TOR       | 33    | 13    | 0     | 0     | 0        | 6     | 4     | 0        | 0           | .600  | 454   | 107.0    | 103      | 11          | 32       | 3     | 4        | 68       | 4     | 0        | 49    | 48       | 4.04     | 1.26    |
| 2012      | TOR       | 38    | 16    | 0     | 0     | 0        | 7     | 7     | 0        | 2           | .500  | 521   | 125.1    | 113      | 23          | 46       | 4     | 3        | 122      | 6     | 1        | 59    | 58       | 4.16     | 1.27    |
| 2013      | CHC       | 47    | 15    | 0     | 0     | 0        | 7     | 8     | 0        | 2           | .467  | 524   | 128.2    | 117      | 14          | 40       | 4     | 3        | 103      | 0     | 0        | 58    | 58       | 4.06     | 1.22    |
| 2014      | CHC       | 42    | 5     | 0     | 0     | 0        | 5     | 7     | 2        | 3           | .417  | 343   | 77.2     | 89       | 6           | 19       | 4     | 3        | 72       | 3     | 0        | 42    | 40       | 4.64     | 1.39    |
| 2015      | STL       | 35    | 0     | 0     | 0     | 0        | 4     | 3     | 2        | 1           | .571  | 250   | 61.0     | 50       | 6           | 21       | 2     | 2        | 55       | 1     | 0        | 21    | 20       | 2.95     | 1.16    |
| 2016      | SD        | 51    | 0     | 0     | 0     | 0        | 2     | 2     | 1        | 4           | .500  | 321   | 74.0     | 89       | 17          | 14       | 4     | 3        | 61       | 2     | 0        | 50    | 49       | 5.96     | 1.39    |
| 2017      | ハンファ  | 20    | 20    | 0     | 0     | 0        | 5     | 7     | 0        | 0           | .417  | 461   | 112.0    | 108      | 12          | 23       | 0     | 5        | 68       | 5     | 0        | 58    | 52       | 4.18     | 1.17    |
| MLB：11年 | MLB：11年 | 476   | 76    | 0     | 0     | 0        | 51    | 55    | 11       | 62          | .481  | 4234  | 998.2    | 967      | 139         | 323      | 35    | 34       | 862      | 32    | 1        | 491   | 478      | 4.31     | 1.29    |
| KBO：1年  | KBO：1年  | 20    | 20    | 0     | 0     | 0        | 5     | 7     | 0        | 0           | .417  | 461   | 112.0    | 108      | 12          | 23       | 0     | 5        | 68       | 5     | 0        | 58    | 52       | 4.18     | 1.17    |

### 背番号
- 33（2006年、2011年 - 2015年）
- 12（2007年 - 2010年）
- 23（2016年）
- 42（2017年）